# Борисоглебский собор (Старица)
Собор Бориса и Глеба (Борисоглебский собор) — православный храм в городе Старице Тверской области на территории Старицкого городища. Относится к Старицкому благочинию Тверской епархии Русской православной церкви, приписан к церкви Параскевы Пятницы в Старице.

## Собор XVI века

Реконструкция собора XVI века

Первым Борисоглебским собором стал не дошедший до наших дней каменный пятишатровый собор, построенный в 1558—1561 годах князем Владимиром Андреевичем. По особенностям строения перекликался с храмом Василия Блаженного и, по замыслу князя, должен был символизировать мощь и независимость удельного центра от Москвы. Кирпичный храм с применением тёсаного камня из местных каменоломен находился на территории Старого городища и представлял собой центральный столп в окружении малых сопредельных церквей. Пять восьмигранников, образовывавших симметричную группу и увенчанных мощными шатрами, поднимались ввысь над основным объёмом. Собор стоял на высоком подклете, окружённом арочной галереей, очень сдержанно украшенный каменной резьбой. Уникальной особенностью здания было исключительно богатое убранство фасадов из поливных полихромных изразцов. Оно состояло из множества плиток с растительно-орнаментальным узором, опоясывающего храм летописного фриза и большого числа крупных сюжетных майоликовых композиций иконного характера. В цветовой гамме плиток преобладали тёмно-фиолетовый и чёрный цвета, что придавало всему майоликовому убранству здания необычный цвет, неизвестный ни в одной из построек XVI века.
Собор сильно пострадал в Смутное время от сторонников Лжедмитрия II и впоследствии не ремонтировался. В 1658 году по приказу патриарха Никона, запретившего шатровое строительство на Руси, храм обезглавили. В 1803 году собор был разобран «за ветхостью». Перед этим храм обмерили и сняли чертежи, благодаря чему сегодня известно о его архитектурных особенностях.

## Собор XIX века
В 1808—1816 годах на территории Нового городища был построен новый Борисоглебский собор в классическом стиле крестово-купольного типа с пятью главами. Он был построен архитектором Матвеем Чернятиным, типовой проект скорее всего принадлежит Николаю Львову. Многие церковные ценности были перенесены из старого храма, включая две майоликовые композиции. В 1817—1827 годах рядом с собором возвели колокольню, в которой устроили небольшую церковь Спаса Нерукотворного Образа. В 1878 году к колокольне добавили пристройку.
В советское время в храме устроили лесопилку, в нижнем ярусе колокольни — склад. Во время Великой Отечественной войны соборный комплекс пострадал от снарядов.
С 2018 года после многих десятилетий запустения в храме вновь проводятся богослужения, идут реставрационные работы.